# Hans Heß (Bobfahrer)
Hans Heß (* 1902; † nach 1935) war ein deutscher Bobfahrer vom SC Riessersee.
Hans Heß gehörte bei den Olympischen Spielen 1928 in St. Moritz als Anschieber zum Bob von Hanns Kilian. Den Fünferbob mit Valentin Krempl, Hans Heß, Sebastian Huber und Hans Nägle steuerte Kilian zur Bronzemedaille hinter den von William Fiske und Jennison Heaton gesteuerten Bobs aus den Vereinigten Staaten. 